# Pressoria
Pressoria is een museum met een zintuigelijke tentoonstelling gewijd aan het productieproces van Champagne. Het is gehuisvest aan 11 Bd Pierre Cheval te Aÿ-Champagne, Frankrijk, in het heringerichte wijnpershuis uit 1902 van het champagnehuis Pommery. De tentoonstelling richt zich niet op klassieke objecten, maar op een immersieve ervaring met de vijf zintuigen (zien, voelen, horen, ruiken en proeven).
Het geheel omvat ook een restaurant Calsis (initieel 'Instant Terroir') met een panoramische terras, ook bereikbaar vanuit het proeflokaal. Tot slot ook een concept‑winkel met lifestyle‑artikelen en lokale producten, waaronder glaswerk van René Lalique, die in de gemeente werd geboren. Het geheel wordt beheerd door SPL Le Pressoir, een lokaal overheidsbedrijf, opgericht in 2020.

## Geschiedenis van het gebouw en museum
Pressoria bevindt zich in een historisch pershuis uit 1902, oorspronkelijk onderdeel van het huis Pommery en ontworpen door Alphonse Gosset en Charles Gozier in neo-Elizabethaanse stijl met rode baksteen en grijsblauwe structuren. Het geheel bestaat uit twee gebouwen: het hoofdgebouw, waar de wijnpers was gevestigd, en het bijgebouw, het voormalige woonhuis van de wijnboeren. De gebouwen stonden sinds 2001 leeg.
De intercommunale Communauté de communes Grande‑Vallée‑de‑la‑Marne (Frans voor ‘Gemeenschap van gemeenten van de Grande-Vallée-de-la-Marne’) kocht het voormalige perscentrum in 2008, waarna het begon met de herinrichting, die gefinancierd werd door de intercommunale zelf, door de Franse staat, de regio en het departement. De herinrichting werd uitgevoerd onder architectuur van Atelier Philéas en scenografie van Casson Mann. Het gebouw is zo heringericht dat de oorspronkelijke structuur intact bleef, met subtiele moderne toevoegingen zoals een restaurant, terras en spiegelwand die het omliggende wijngaardlandschap reflecteren. De totale bouwkosten bedroegen circa €7,31miljoen (zonder BTW).
Na 18 maanden opende Pressoria op 2 juli 2021. Bezoekerscijfers voor de eerste negen maanden van 2023 bedroegen 34 400, terwijl het doel op 50 000 bezoekers per jaar ligt.

## Tentoonstelling
Pressoria combineert architectuur, technologie en interactief ontwerp om het proces van "de aarde tot de bubbel" te illustreren. De bezoekers doorlopen een parcours met diverse experience‑zones die de zintuiglijke prikkels aanspreken. Dit parcours bestaat uit ongeveer 20 audiovisuele programma’s en 9 interactieve installaties, waaronder projecties, aanraakschermen, immersieve kamers en interactieve tafels.

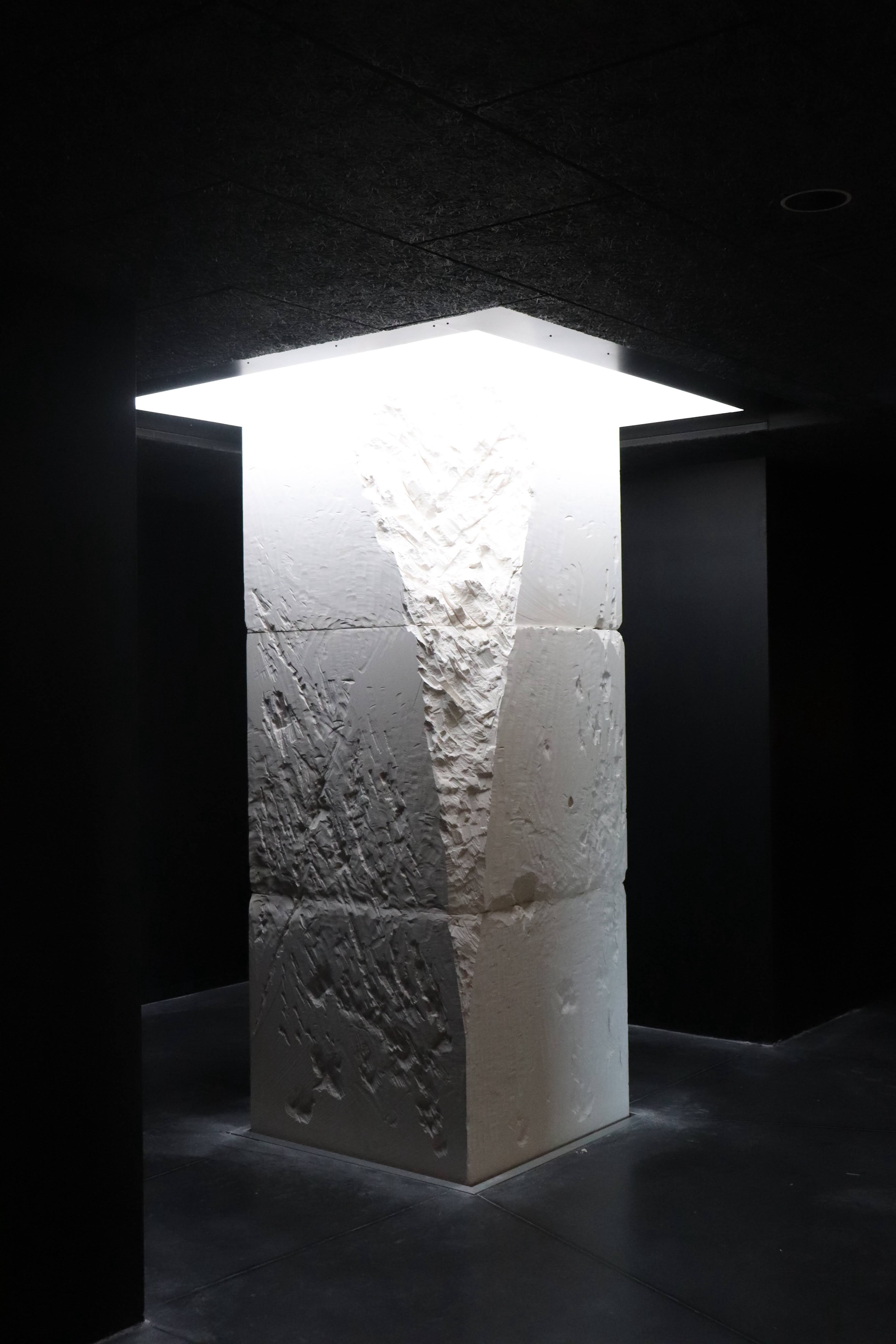
Blok krijtachtige massa

- Geologie: Een zone met een enorme blok krijtachtige massa die bezoekers kunnen aanraken om de kalkrijke bodem van de Champagne te ervaren.
- Onder de grond en wortels: Met geluiden van insecten, geuren van humus en ruimtelijke projecties waarin digitale wortels letterlijk aan je voeten liggen.
- Variëteiten‑tuin (“Jardin des cépages”): Maak kennis met de druivenrassen op basis van levensgrote modellen uit was.  Verder leidt een VR‑achtige wandeling je virtueel door de rijen wijnstokken .
- Jaarcyclus van de wijnstok: Een zaal met seizoenslichtspel, 16 schermen en lichtprojecties om de groei en verzorging van de wijnstok visueel uit te beelden.

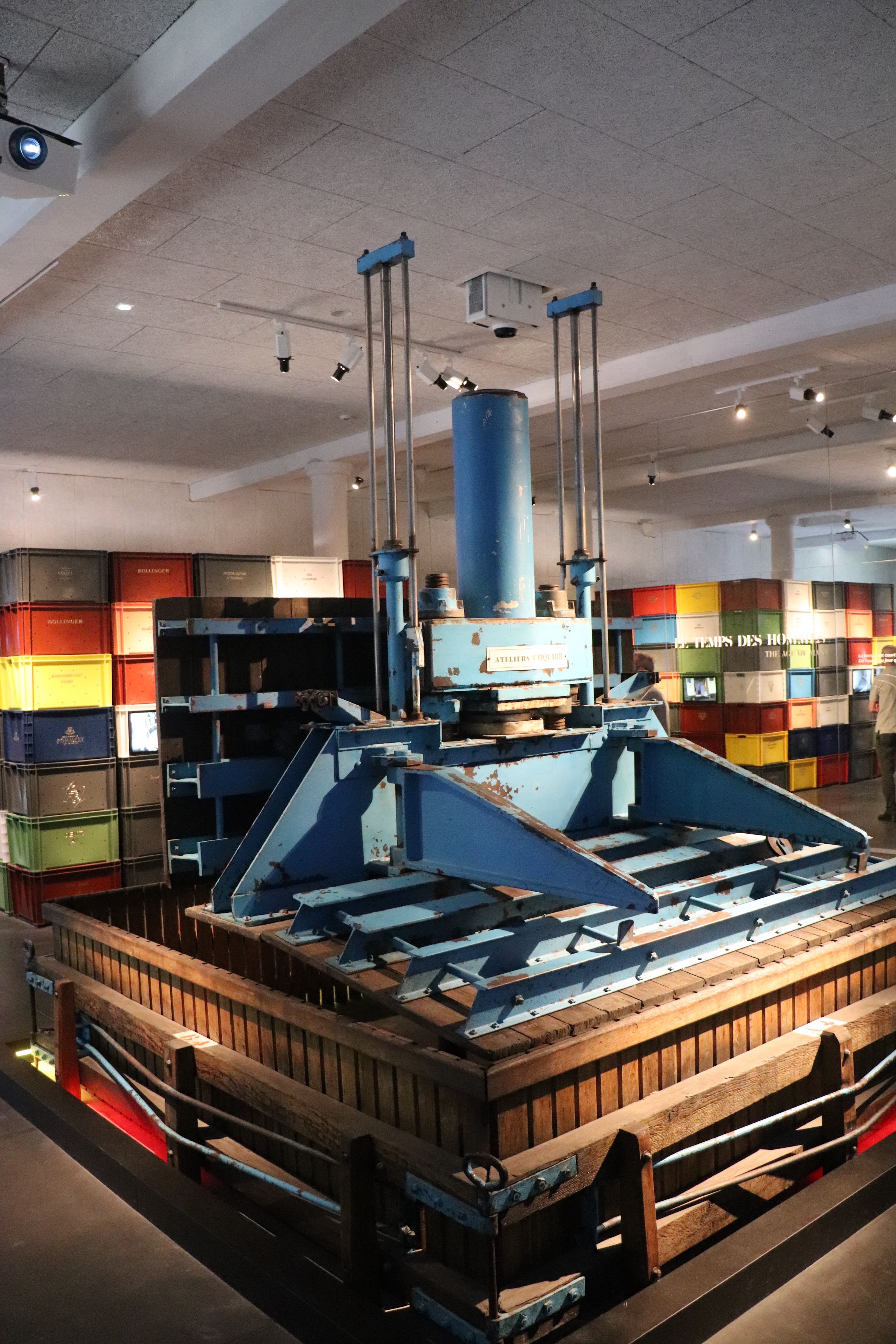
Historische pers in de persruimte

- Historische persruimte: De oorspronkelijke pers van Pommery werd in ere hersteld. Hier proef je de geur van vers geperst sap terwijl visuele en audiofragmenten van arbeiders en machines belevingsvol weerklinken.
- Bubbels‑ervaring: Met een 360°‑projectie en interactieve tafels kunnen bezoekers zelf bubbels op de muren laten “borrelen”. Ervaring gebaseerd op wetenschappelijk werk van Gérard Liger‑Belair.
- Geurtafels: Test de reukzin om geuren van Pinot Meunier, Pinot Noir en Chardonnay in verschillende ontwikkelingsstadia waar te nemen.
- Audiogetuigenissen: Getuigenissen van tonnenmakers, wijnbouwers, oenologen benadrukken de menselijke kant van de Champagnecultuur.
- Sensorische assemblage: Een interactief scherm nodigt uit tot zelf samenstellen van een champagneassemblage, met reservewijnen en jaartalvariëteiten.
- Proeverij & panoramische afsluiting: In het proeflokaal kunnen champagnes geproefd worden met uitzicht over de UNESCO‑ingeschreven wijngaarden.

## Herkenningen
- Rubans du Patrimoine 2022: regionale erkenning[8][7]
- Trophée Œnotourisme 2022: winnaar in de categorie originele creatieve initiatieven[8][11]
- Nationale Prijs voor behoud van wijndomein-erfgoed 2022: deze prijs erkende de restauratie van het pershuis en de oenotouristische meerwaarde[8]
- BLT Design Award 2022: prijs voor de interieurdesign[8][12]

## Galerij

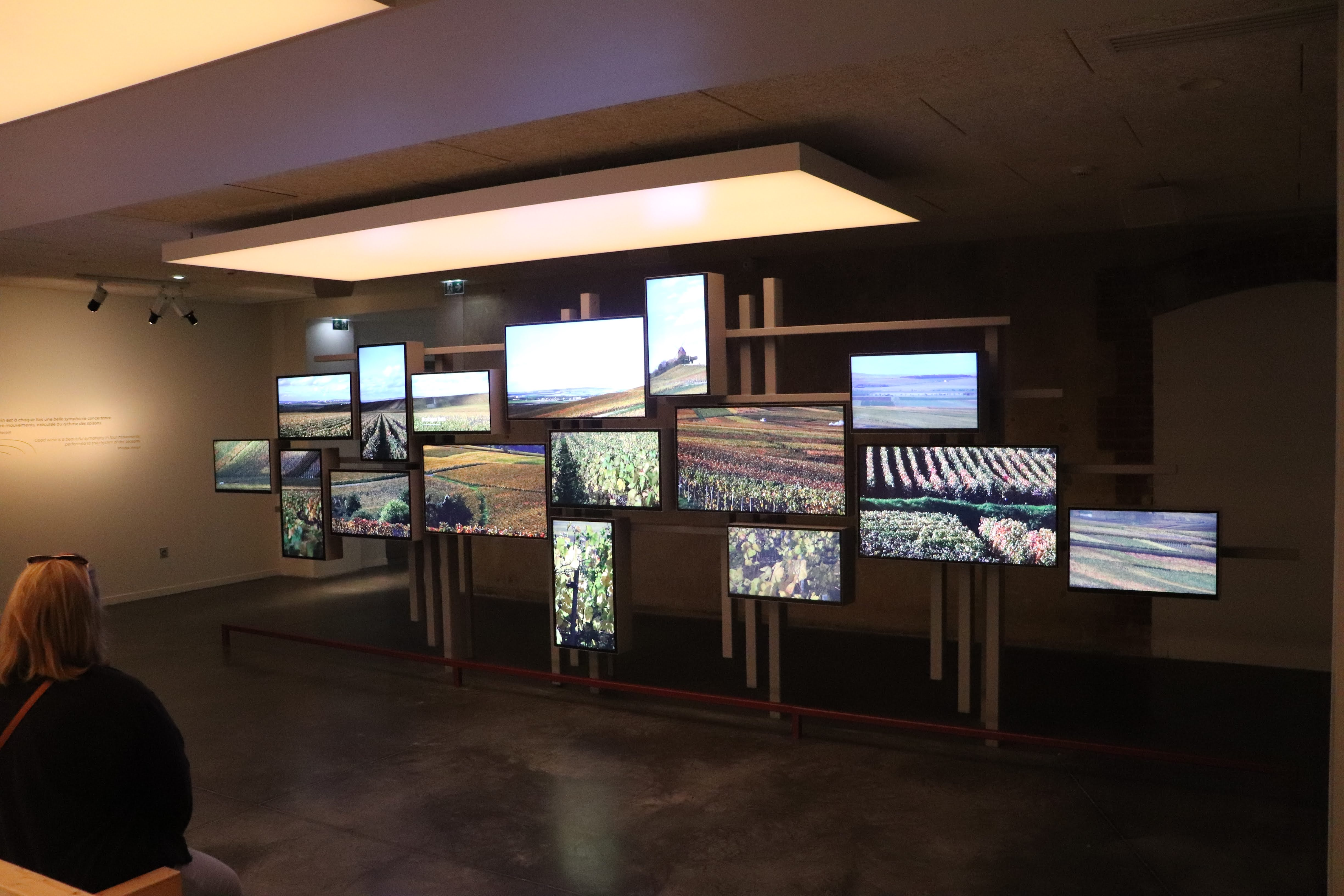
Audiovisuele wand
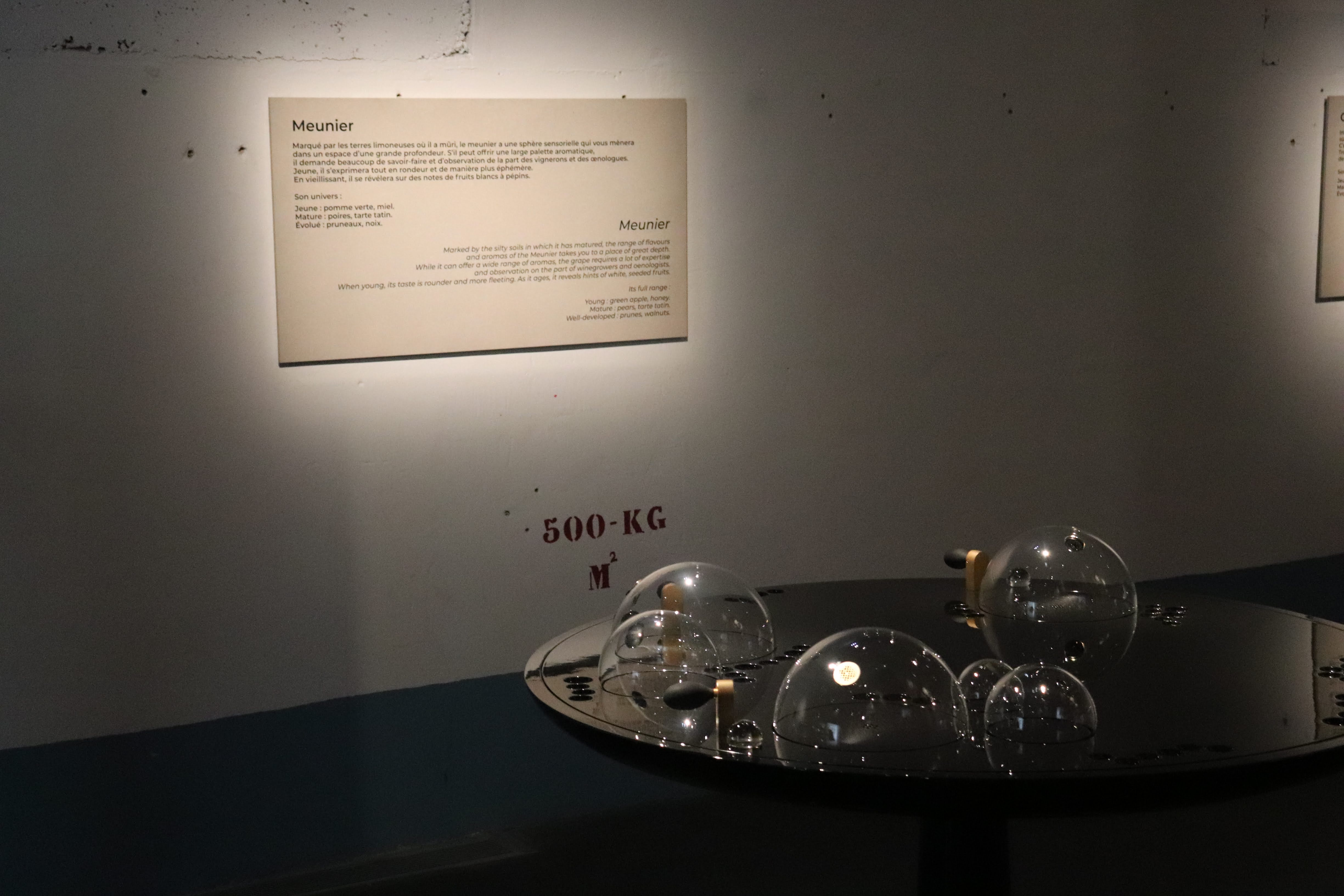
Geurtafel
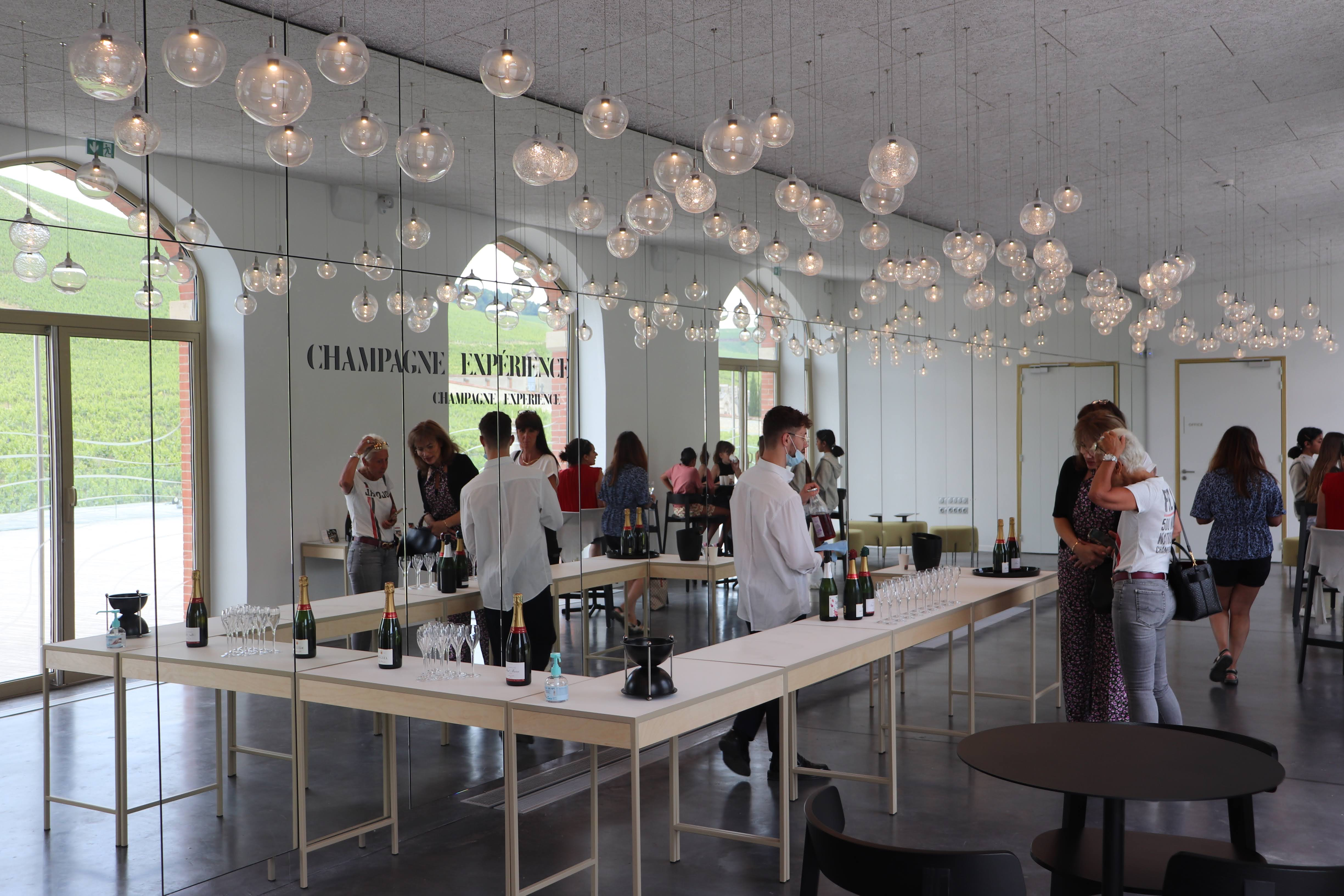
Proeflokaal